# Carlos De Haes

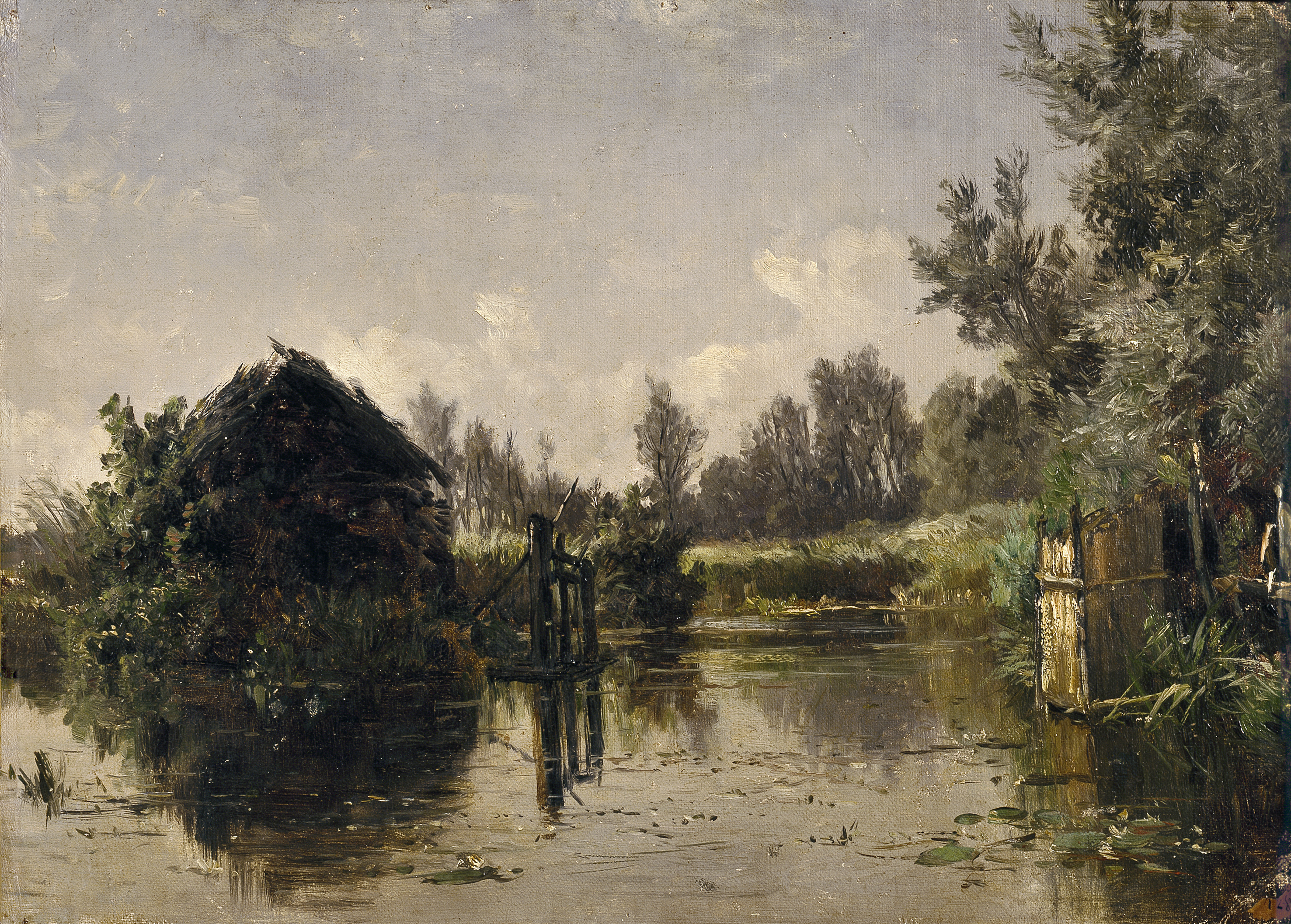
Verlaten kanaal in Friesland

Carlos De Haes (Brussel, 27 januari 1826 – Madrid, 17 juni 1898) was een Belgisch-Spaans kunstschilder en graficus van Nederlandse en Belgische afkomst.

## Persoonsgegevens
Hij was de zoon van Arnold Cornelius de Haes (Eindhoven, 1795 – Madrid, 1872) en van Theresia Joanna Nerinckx (Brussel, 1797 – Madrid, 1872). Hij had een zuster Maria (1827-1870) en een broer. Hij huwde in 1876 de Argentijnse Ines Carrasco y Montero de Uhagon. Ze stierf in 1877 in het kraambed bij de geboorte van hun dochtertje (dat toen ook stierf).

## Levensloop

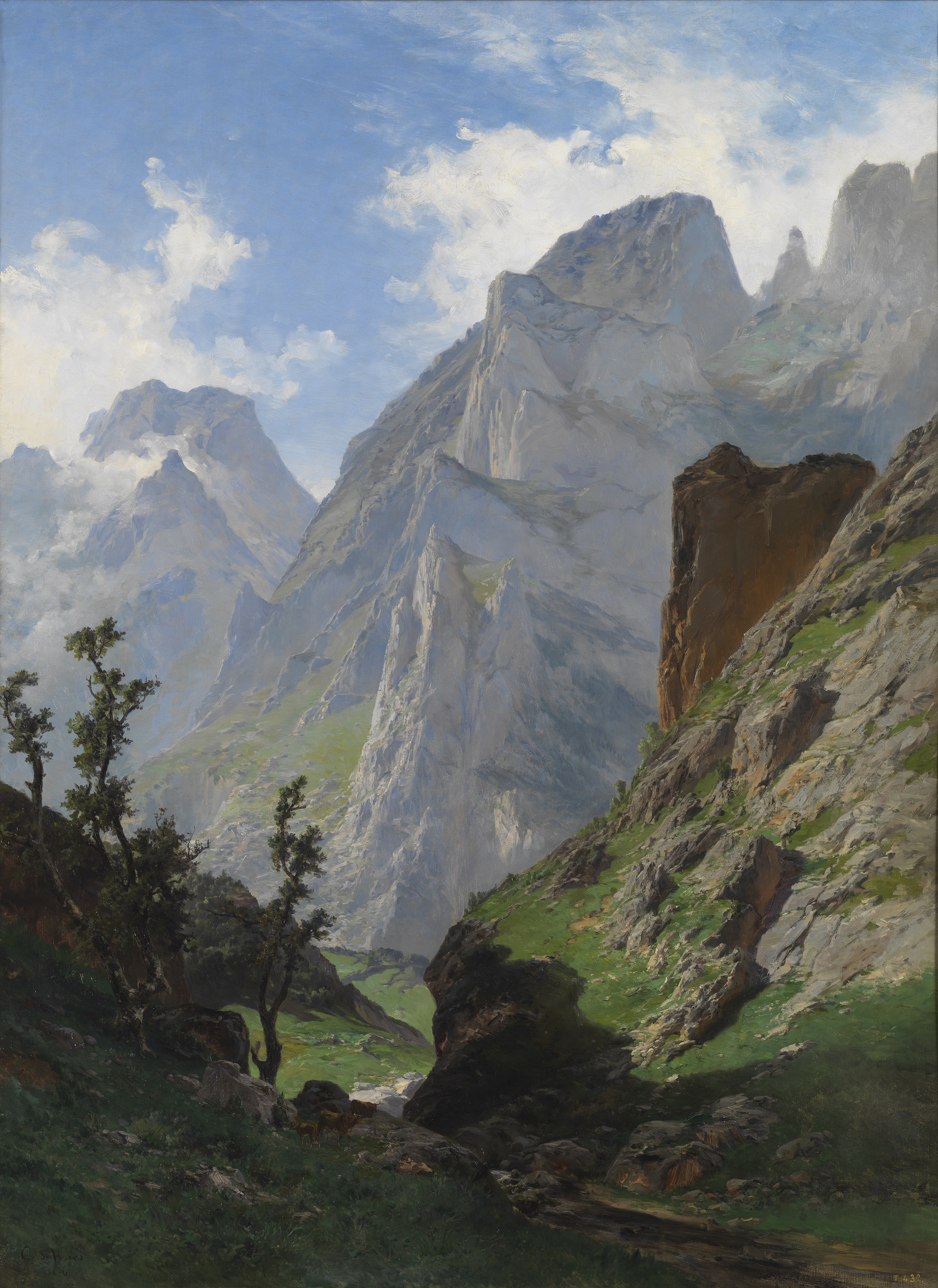
Los picos de Europa, 1876

Vader De Haes was handelaar in effecten en koopman in Brussel. Na een bankroet rond 1830 verdween hij een tijdje uit het publieke leven, om in 1836 met zijn gezin naar Spanje te verhuizen waar hij in Málaga de leiding kreeg over een handelshuis. De Haes werd door zijn ouders eveneens voor de handel bestemd, maar gezien zijn opvallend talent voor tekenen en schilderen kreeg dit de overhand. Zijn leraar in Málaga was de plaatselijke portrettist Luis de la Cruz y Rios (1776-1853).
In 1850 kwam De Haes naar Brussel om er zijn studies te voltooien bij de landschapschilder Joseph Quinaux (1822-1895). In die tijd woonde hij in de Sint-Alphonsiusstraat, 14 in Sint-Joost-ten-Node. Tijdens zijn Brussels verblijf nam hij deel aan enkele tentoonstellingen: de tentoonstelling van Levende Meesters te Amsterdam in 1854 (met Herinnering aan de Ardennen bij ochtendzon en Herinnering aan de Ardennen bij avondzon). Dezelfde werken waren samen met een Waterval en een niet nader omschreven Landschap te zien in 1854 op het driejaarlijks Salon van Brussel. In het Salon van 1855 in Antwerpen toonde hij Gezicht te Gleize in de Ardennen, Landschap met onweerslucht en Heuvel in de Ardennen.
In 1855 keerde hij naar Spanje terug. Vanuit Málaga stuurde hij naar de "Primera Expocision Nacional de Bellas Artes" in Madrid de schilderijen El Coronado op de middag gezien, Op de heide nabij Hasselt en Het bos van Beaufort. De Haes overwoog zich definitief in Brussel te vestigen op het ogenblik dat de leerstoel landschapschilderen aan de "Escuela de Bellas Artes de San Fernando" in Madrid vrijkwam door het overlijden van de titularis, Fernando Ferrant (1810-1856). De Haes' wedstrijdstuk Gezicht van het Palacio Real te Madrid vanaf de Casa de Campo gezien genoot de voorkeur boven deze van zijn mededingers, onder wie Cosme Algarra en Gato de Lema. Hij werd benoemd op de leerstoel met ingang van augustus 1857. Zo bleef De Haes voorgoed in Spanje en liet zich naturaliseren. Ook zijn ouders en zijn zuster verhuisden naar Madrid, waar ze woonden in de Calle d'Alcala. De Haes had zijn atelier in de Calle San Quantin. Zijn reputatie groeide snel en in 1859 werd hij voorgedragen (en in 1860 effectief opgenomen) als lid van de Real Academia de Bellas Artes de San Fernando.

## Leerlingen
Aan de Escuela de Bellas Artes kende De Haes heel wat leerlingen: Nicolás Alfaro y Brieva (die afkomstig was van de Canarische eilanden), Ceferino Araújo y Sanchez, Ramos Manuel Artal, Serafin de Avendaño (°1838), Aureliano de Beruete y Moret (1845-1912), Juan Espina y Capo, Hermengildo Estévan (°1851), José Maria Estrada (+ 1873), José Jiminez y Fernández, Christobál Férriz y Sicilia, Francisco Gimeno y Arasa, Antonio Gomar y Gomar, Alvaroz Guyarra, Agustin Lhardy, Rafaël Monleon y Torres, Jaime Morera y Galicia (1854-1927), Antonio Muñoz Degrain, Luis Ponzano y Mur, Juan Rabida, Agustin Riancho y Mora, Casimiro Sainz y Sainz, Antonio Seiquet, Carlos Vasquez y Beda, Bernardo Villemil-Marrachi en misschien de bekendste van allen: Dario de Regoyos y Valdés (1857-1913).
Agustin Riancho en Dario de Regoyos kwamen op De Haes' aanraden in België studeren. De eerste bij François Lamorinière in Antwerpen, de tweede bij Joseph Quinaux in Brussel. De Regoyos zou een van de leidende figuren worden in L'Essor, Les XX en La Libre Esthétique, de drie opeenvolgende Belgische avant-gardegroeperingen in Brussel in de jaren 80 en 90 van de 19de eeuw.
De laatste jaren bezette De Haes – die ziek geworden was - de leerstoel landschapschilderen enkel nog titulair. Hij werd opgevolgd door Antonio Muñoz Degrain (1840-1924).

## Oeuvre

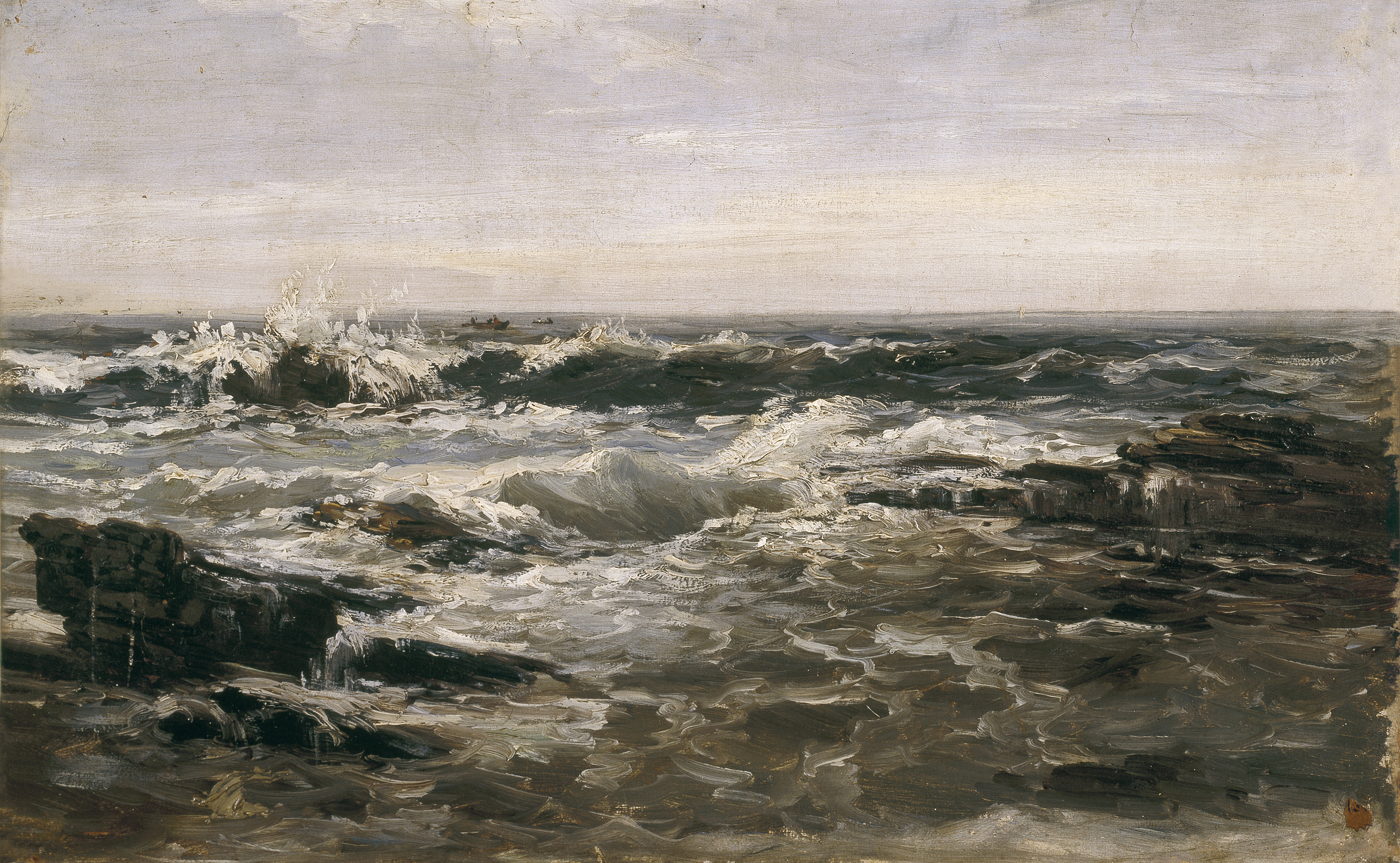
Branding, circa 1860-1880

In zijn persoonlijk oeuvre profileerde De Haes zich als landschapschilder. Hij nam met zijn creaties voortdurend deel aan de tentoonstellingen in Spanje en het buitenland (Madrid, 1858 met onder andere Gezicht in de omgeving van het Monasterio de Pierda – Aragon; Madrid 1860 met onder andere Herinnering aan Andalusië; de Middellandse Zeekust nabij Torremolinos; Madrid, 1862 met onder andere Gezicht te el Lozaya; Brussel, 1863; Bayonne, 1864; Metz, 1864; Lyon, 1876; Madrid 1876 (onder andere Canal de Mancorbo); Parijs; 1878 (Omgeving van Vreeland in Holland); Wenen, 1882 (Omgeving van Abcoude); München, 1888.
Tijdens de zomermaanden maakte De Haes traditioneel grote reizen: verkennen van Spaanse en Portugese landstreken, Mallorca, Bretagne, Normandië, de Landes, de streek van Bordeaux, België en Nederland. Soms werd hij daarbij door leerlingen vergezeld, zoals in 1874 door Aureliano de Beruete. Het klooster van Piedra en omgeving was een uitgesproken lievelingsplek van De Haes. Het klooster was in bezit van de historicus en auteur Federico Muntadas, die tot zijn vriendenkring behoorde. Hij verbleef er geregeld om in de natuur te schilderen. Ook het Madrileense platteland, de Picos de Europa, de Spaanse Pyreneeën, Guadarrama, Aragón, de nog ongerepte Spaanse rotskusten, de dito idyllische vissersdorpjes en rivierlandschappen zijn veel voorkomende motieven.
Zijn vroegste werken wortelen nog in de Vlaams-Hollandse romantische landschapsvisie, maar gaandeweg ontwikkelde hij een picturaliteit die doorheen een lange realistische fase meer en meer impressionistisch werd. Hij was ook een overtuigd plein-airist, een van de vroegste – zo niet de eerste – die het openluchtschilderen in Spanje introduceerde. Zijn belang als nationale sleutelfiguur tussen realisme en impressionisme wordt door de Spaanse kunsthistorici algemeen erkend.
De Haes was ook etser. In 1865 werd hij lid van de Parijse "Société des Aquafortistes". De eerste etsen van De Haes verschenen in nummers van het tijdschrift El Arte en España in 1862-1863. Hij bracht ook een album met etsen uit. De thematiek loopt parallel met zijn schilderijen.

## De nalatenschap
Bij zijn overlijden ging De Haes' erfenis naar een nicht en twee neven in Nederland daar hij geen nakomelingen had. Ook Jaime Morera erfde van De Haes. Hij schonk de werken van De Haes uit zijn aandeel in de erfenis in 1924 aan het naar hem genoemde Museum in Lerida. Een jaar na De Haes' dood was er een grote retrospectieve in Madrid. Twee van de Nederlandse erven, Rochus en Ignace De Haes, schonken een 350-tal werken aan het Museo de Arte Moderno (later samengesmolten met het Prado), zowel schilderijen, tekeningen als etsen. Uit erkentelijkheid werden ze in 1900 door Koning Alfons XIII van Spanje benoemd tot ridders in de Orde van Isabella de Katholieke. Deze werken zijn nu over meerdere Spaanse musea verspreid.

## Musea
- Bayonne, Musée Bonnat
- Cádiz, Museo de Bellas Artes
- Llerida (Lleida), Museo Morera
- Londen, National Gallery
- Madrid, Museo del Prado (omvangrijke collectie van het vroegere Museo de Arte Moderno; verspreid over meerdere Spaanse musea)
- Madrid, Casón del Buen Retiro
- Salamanca, Museo

- Biblioteca Nacional de España: XX1157953
- Bibliothèque nationale de France: cb14975405r (data)
- Catàleg d'autoritats de noms i títols de Catalunya: 981058617880906706
- Gemeinsame Normdatei: 119551993
- International Standard Name Identifier: 0000 0000 7973 8710
- Library of Congress Control Number: nr97022868
- Nederlandse Thesaurus van Auteursnamen: 184235952
- RKD-Nederlands Instituut voor Kunstgeschiedenis: 103680
- Système universitaire de documentation: 077152093
- Union List of Artist Names: 500036344
- Virtual International Authority File: 39651425
- WorldCat: E39PBJkTdMrxYmYdwWJv9mBVmd